# Efecto trampa
El efecto trampa, conocido también como trampa de caída es un problema ambiental de origen antrópico, que consiste en el problema que suponen algunas estructuras tales como cisternas, pozos, piscinas abandonadas, arquetas, acequias o canales de regadío abandonados, debido a la gran cantidad de animales que caen a ellos sin poder salir posteriormente.
Este problema afecta principalmente a anfibios y a reptiles, especialmente en épocas de calor y sequía debido a la búsqueda de humedad, cobijo, o agua acumulada por lluvias o por su previo uso aunque también puede hacerlo a mamíferos de todas clases, desde topillos. ratones de campo, ratas a incluso gatos, perros; e incluso a aves.

## Soluciones
Las soluciones que se plantean son la instalación de estructuras de salida, similares a rampas, que permitan la salida de los animales. Para ello, múltiples asociaciones herpetológicas tratan de que se apruebe una legislación que obligue a los responsables de estructuras que representen una amenaza instalar dichas estructuras de salida. Esto ya se ha implementado en por ejemplo en el Canal de la Espartera, Sierra Nevada, que representaba una gran amenaza natural de este tipo en medio del parque natural.